# Bromoform
Bromoform (tribromometan), CHBr3 – organiczny związek chemiczny z grupy halogenków alkilu, bromowa pochodna metanu.

## Właściwości
Bromoform jest bezbarwną cieczą, bardzo ruchliwą i lotną, o nieprzyjemnym zapachu zbliżonym do chloroformu. Pod wpływem światła ulega rozkładowi i dlatego należy ją przechowywać w naczyniach z ciemnego szkła.
Mieszalny z alkoholem etylowym, toluenem, eterem i innymi rozpuszczalnikami organicznymi.
Bromoformem należy posługiwać się pod wyciągiem, gdyż powoduje on podrażnienie błon śluzowych i działa na ośrodki nerwowe.
| Gęstość etanolowych roztworów bromoformu |                |
| Bromoform, % obj.                        | Gęstość, g/cm³ |
| 100                                      | 2,89           |
| 75                                       | 2,43           |
| 50                                       | 1,86           |
| 25                                       | 1,32           |

## Regeneracja
Regeneracji bromoformu z jego roztworu alkoholowego dokonuje się przez dodanie wody do mieszaniny. Przez wstrząsanie powstaje emulsja, a alkohol zmieszany z wodą tworzy po pewnym czasie przeźroczystą warstwę nad bromoformem. Jeżeli przy dalszym dodawaniu wody nie tworzy się emulsja, oznacza to że regeneracja bromoformu została zakończona.

## Otrzymywanie
Działanie bromem na aceton lub alkohol etylowy w środowisku silnie alkalicznym (roztwór wodorotlenku sodu (NaOH) lub potasu (KOH). Inną metodą jest katalityczne bromowanie metanu.

## Zastosowanie
Bromoform jest ważnym odczynnikiem przemysłowym. Można go również znaleźć w chlorowanej wodzie pitnej – powstaje w niej w wyniku reakcji chemicznej pomiędzy chlorem a związkami naturalnymi rozpuszczonymi w wodzie i zawierającymi w swojej strukturze jony bromkowe. W wodach niechlorowanych bromoform również występuje, ale w zdecydowanie mniejszym stopniu. Bromoform jest głównym halogenozwiązkiem produkowanym z wody morskiej w wyniku chlorowania.
Bromoform jest wykorzystywany w rozdzielaniu minerałów. Przy pomocy tej techniki separacji dwa minerały mogą zostać rozdzielone w jednej probówce. Górna warstwa zawierać będzie lżejszy minerał, który można łatwo oddzielić od minerału cięższego znajdującego się na dnie.
W medycynie znajduje zastosowanie w leczeniu chorób spazmatycznych jak astma, czkawki. Nagły atak astmy może zostać złagodzony poprzez podskórną iniekcję odpowiedniej ilości bromoformu.